# Villem Grünthal-Ridala
Villem Grünthal-Ridala (Kuivastu, Muhu, 30 de maio de 1885 – Helsinque, 16 de janeiro de 1942) foi um poeta lírico, tradutor, lingüista e folclorista estoniano.

## Vida
Villem Grünthal-Ridala nasceu com o nome de Wilhelm Grünthal, filho de um taberneiro da ilha de Muhu. Ele freqüentou primeiramente a escola paroquial em Hellamaa (Pühalepa) e depois a escola particular de Eisenschmidt bem como o ginásio nacional de Kuressaare. A partir de 1905 estudou finlandês e Literatura na Universidade de Helsinque. Em 1911 ele concluiu o seu doutorado.
De 1910 até 1919 Villem Grünthal-Ridala foi professor de estoniano em Tartu. De 1910 até 1914 ele foi redator da revista Eesti Kirjandus e de 1914 até 1916 trabalhou também como redator na Üliõpilaste leht.
De 1923 até a sua morte Grünthal-Ridala foi professor de Literatura e Língua estoniana na Universidade de Helsinque. Em 1941 ele graduou-se em Línguas fino-bálticas.

## Poeta lírico
Villem Grünthal-Ridala tornou-se conhecido por seus poemas em língua estoniana. Principalmente por sua epopéia Toomas ja Mai (1924) bem como pela coleção de baladas Sinine kari (1930) que serviram de modelo para a poesia lírica estoniana da época. Os poemas recebem a influência do Impressionismo. Os motivos recorrentes são originários das paisagens de sua ilha natal e da vida à beira mar. Ele pertenceu ao grupo de literatura estoniana Noor-Eesti (Jovem Estônia) fundado em 1905.

## Poesias selecionadas
- "Villem Grünthali laulud" (1908)
- "Kauged rannad" (1914)
- "Ungru krahv ehk Näckmansgrund" (1915)
- "Merineitsit" (1918)
- "Saarnak" (1918)
- "Toomas ja Mai" (1924)
- "Tuules ja tormis" (1927)
- "Sinine kari" (1930)
- "Meretäht" (1935)
- "Laulud ja kauged rannad" (1938)
- "Väike luuleraamat" (1969)
- "Valitud värsid" (1986)
- "Püha Rist"